# 山田風太郎
山田 風太郎（1922年1月4日—2001年7月28日），原名山田誠也，日本著名小說作家，是日本奇幻忍術小說界中地位崇高的作家。

## 生平
山田风太郎1922年出生于兵库县丰冈市，原名山田诚也，毕业于东京医科大学。他的青少年时代非常坎坷，原本他出生在一个比较富裕的和睦家庭，但在他5岁那年父亲病故，之后再婚的母亲也在他初中二年级的时候去世，这一切对他造成的精神打击直到10年后才恢复过来。学生时代对数学很头疼的山田风太郎，是一个很典型的文系少年。那时他曾经给《受验旬报》(也就是现在的《萤雪时代》)投稿，并有8篇作品获得一等奖，这也初步展现了他在文学方面的才能。
母亲去世后，原本在丰冈中学学习成绩最优秀的山田，成绩直线下降，并且受到3次停学的处分，此后一段时间内成为不良少年。那个时候山田用“雨、风、雾、雷”来称呼自己周围的朋友。之后山田考入东京医科大学，并在1947年大学3年级时，以《达磨岬事件》入选《宝石》杂志的征文大赏，1949年以《眼中恶魔》荣获第二届侦探作家俱乐部奖。这个时候他虽然为今后当一名医生，还是成为小说家犹豫过，但最终坚定地选择了成为一名小说家。
1953年，山田风太郎与佐藤启子结婚，从此他的生活，走出了自母亲去世以来的长期低靡状态。十几岁就成为孤儿的他，十分热爱他的家庭。他在1958年写下了不朽名作《甲贺忍法帖》，自此以后山田连续发表《柳生忍法帖》、《伊贺忍法帖》、《女忍忍法帖》等作品，到1963年为止，忍法帖系列已经成为销量超过300万部的大作，并且掀起了忍术文学的风潮，甚至当时在日文《国语辞典》裡追加了以往没有记载过的单词——“忍法”。由于山田风太郎擅长描写以历史为背景、以及能够运用各种奇术的忍者为故事题材，书中对各种忍术描写十分细腻，人物也被刻化得十分丰满，在他四十多年的创作生涯中所提及的忍术近有250种之多，是日本奇幻忍术小说界中地位最崇高的作家，也被业内人士称为“日本的金庸”。
晚年后，山田风太郎的身体逐渐衰弱，之后于2001年病故，享年79岁。
现在兵库县有“山田风太郎纪念馆”，里面展示着山田风太郎的原稿、笔记以及爱用的写字台等。

## 影響
忍法帖系列对日后的日本动漫畫作品產生相當重大的影响，比如川尻善昭的代表作之一《兽兵卫忍风帖》等，其影响深远甚至到《The Matrix》的导演沃卓斯基兄弟、《杀死比尔》的导演昆汀·塔伦提诺等好莱坞电影人。2003年，《甲贺忍法帖》被画工出众的漫画家濑川雅树改编为漫画作品，获得第28届講談社漫畫賞，并且全5本的单行本创造了100万以上的销量。而山田风太郎的另一部名作《柳生忍法帖》也被濑川雅树漫画化，目前最新的則是由短篇集合成的山風短（山田風太郎短篇傑作集）。
此外在2005年4月，《甲贺忍法帖》还被动画界知名的制作公司GONZO动画化，并且在在4月众多的强档动画中脱颖而出，成为人气第一的作品。同年9月，下山天將《甲贺忍法帖》改編成电影《甲贺忍法帖 (电影)》，总投资达15亿日元。
《魔界轉生》裡把史上知名劍士復活展開大亂鬥，影響了奈須蘑菇創作《Fate/stay night》。

## 作品

### 忍法帖系列
- 《甲贺忍法帖》(1959年作，2005年成影，同年成动畫，1963年、2003年三次成漫画)
- 《江户忍法帖》(1960年作，1963年成影)
- 《军舰忍法帖》(1961年作)
- 《女忍忍法帖》(くノ一忍法帖，1961年作，1964年、1991年两次成影)
- 《外道忍法帖》(1962年作，1964年、1992年两次成影)
- 《忍者月影抄》(1962年作，1963年、1996年两次成影)
- 《忍法忠臣藏》(1962年作，1965年、1994年两次成影)
- 《伊贺忍法帖》(1964年作，1982年成影，2004年成漫画)
- 《忍法八犬传》(忍法八犬伝，1964年作，2016年成漫畫)
- 《风来忍法帖》(1964年作，1965年、1968年两次成影)
- 《柳生忍法帖》(1964年作，柳生十兵卫三部曲之一，1998年成影，2005年成漫画)
- 《忍法相传73》(忍法相伝73，1965年作，1969年成影)
- 《自来也忍法帖》(1965年作，1995年成影)
- 《魔天忍法帖》(1965年作)
- 《信玄忍法帖》(1967年作)
- 《魔界转生》(魔界転生，原名《幽冥忍法帖》，1967年作，柳生十兵卫三部曲之二，1981、2003年兩度成影)
- 《忍之卍字》(忍びの卍，1967年作，1968年成影)
- 《忍法剑士传》(忍法剣士伝，1968年作)
- 《银河忍法帖》(1968年作)
- 《秘戏书争夺》(1968年作，1993年成影)
- 《忍法封印破除》(忍法封印いま破る，1969年作)
- 《忍者黑白小说》(忍者黒白草紙，1969年作)
- 《忍法双头鹫》(忍法双頭の鷲，1969年作)
- 《女忍紅騎兵》(くノ一紅騎兵，1970年作，2010年改編為漫畫山風短的第一幕)
- 《海鸣忍法帖》(海鳴り忍法帖，1971年作)
- 《劍鬼喇嘛佛》(剣鬼喇嘛仏，1976年作，2010年改編為漫畫山風短的第二幕)

### 其它作品
- 《眼中恶魔》(眼中の悪魔，1948年作)
- 《虚像淫乐》(虚像淫楽，1948年作，1978成漫画)
- 《恶灵之群》(悪霊の群，1955年与高木彬光同作，1956年成影)
- 《十三角关系》(1956年作)
- 《在天百里》(いだ天百里，1957年作，2006年成漫画)
- 《青春偵探團》(青春探偵団，1959年作，2011年改編為漫畫山風短的第三幕)
- 《女人牢秘抄》(おんな牢秘抄，1960年作，1995年成影，2006成漫画)
- 《棺中悦乐》(棺の中の悦楽，1962年作，1965年成影)
- 《太阳黑点》(1963年作)
- 《警视厅日记》(警視庁草紙，1975年作，2001年成电视剧)
- 《幻灯路口马车》(幻燈辻馬車，1976年作)
- 《婆沙罗》(1990年作)
- 《柳生十兵卫之死》(柳生十兵衛死す，柳生十兵卫三部曲之三，1992年作，2000年成漫画)